# 上村 (岐阜県)
上村（かんむら）は、かつて岐阜県恵那郡にあった村である。現在の恵那市南部、旧・上矢作町北部に該当する。
矢作川支流の上村川沿いの村であり、南は愛知県、東は長野県に接する。

## 大字・字
- 大字:無し
- 字:木地山、室澤、磯澤、上の平、やげ、中畷、はね、下川原、山ぐろ、清水、上貝戸、万場、上足澤、下足澤、川向、大平、大倉、佛供田、下垣外、田子澤、中越、奥達原、達原、中新田、高井戸、東畑、川原島、大門、竹の上、紙屋、辻見堂、古瀬、西の澤、平井、新市場、中島、城山、上村山、間野、中の平、上宇連、下宇連、岩名澤、乙澤、茗荷久保、萩原、琴ケ澤、鎌瀬、大久保、和田、紺屋井戸、釜ケ澤、上本郷、下本郷、根山、大畑、よよ洞、阿寺、はばらき、兼定、おんの久保、中根、山城、下廣表、上廣表、高平、本地、末廣、陣屋洞、西洞、番内、坂下、坊主洞、田中、雉子洞、服部平、青なぎ、東石洞、西石洞、長根、上市の瀬、下市の瀬、板取久保、西石洞、崩澤、麻畑ケ根、向井戸、下田

## 歴史
- 鎌倉時代　遠山荘の淡氣郷(手向郷)の上村として明知遠山氏の領地であった。
- 天文23年（1554年）8月　信濃伊那郡の下条信氏が父の時氏と共に武田方に臣従した。武田信玄は遠山氏の領地であった恵那郡上村を下条信氏に与えた。
- 元亀元年（1570年）12月、甲斐・信濃の武田氏の軍勢が三河の徳川勢攻略のため上村に侵入し上村合戦が勃発。
- 天正13年（1585年）12月、徳川家康が下条康長(牛千代)に対し、天文23年に下条氏が武田信玄から与えられて領地としていた恵那郡上村を遠山勘左衛門[1]に引き渡すように書状を送り命じた。
- 江戸時代は岩村藩領。
- 明治5年（1872年） - 上村、島村、木実村、飯田洞村、横道村、小笹原村が合併し、上村となる。
- 明治22年（1889年）7月1日- 町村制により上村が村制施行。
- 昭和31年（1956年）9月30日 - 上村と下原田村が合併し町制を施行し上矢作町となる。

## 教育
- 上村立上小学校
- 上村立上中学校

## 神社・仏閣
- 大船神社 (恵那市)
- 圓頂寺
- 萬光寺 (恵那市)
- 熊野神社